# Akira Amano
Akira Amano (天野 明?, Amano Akira; 1973) è una fumettista giapponese, conosciuta per le serie shōnen manga Tutor Hitman Reborn! e ēlDLIVE.

## Opere
- Shōnen Spin (少年スピン?, Shōnen Supin), 1998, storia breve
- Neppū yakyū densetsu pitchan (熱風野球伝説ぴっちゃん?), 1999, storia breve (let. "Pitchan la leggenda del baseball")
- Puchi Puchi Rabii (ぷちぷちラビィ?), 2000, 2 volumi (let. "Piccolo piccolo coniglio")
- Monkey Business (MONKEY BUSINESS?), 2002, storia breve
- Bakuhatsu Hawk!! (バクハツHAWK!!?), 2003, storia breve
- Tutor Hitman Reborn! (家庭教師ヒットマンREBORN!?, Katekyō Hittoman Ribōn!), 2004-2012, 42 volumi
- Warashibe tantei Numa Shichirō (わらしべ探偵 沼七郎?), 2013, storia breve (let. "Shichiro Numa l'investigatore privato")
- ēlDLIVE (エルドライブ【ēlDLIVE】?, Erudoraibu), 2013-2018, 11 volumi, serie a colori[1]
- Hot (one-shot)
- Il mistero di Ron Kamonohashi (鴨乃橋ロンの禁断推理?, Kamonohashi Ron no Kindan Suiri), 2020-in corso